# Elefant antic

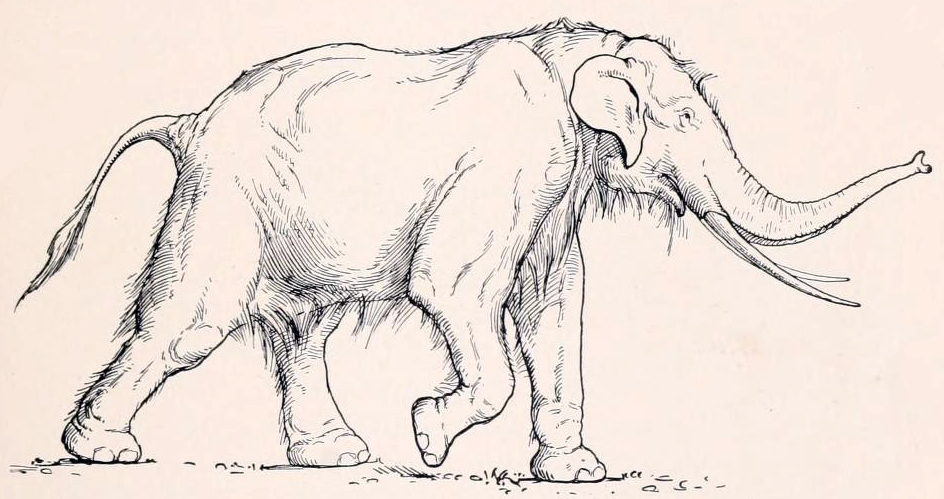
Dibuix d'un elefant antic

L'elefant antic (Paleoloxodon antiquus) fou una espècie d'elefant que visqué durant el Plistocè, des de fa 800.000 fins fa 70.000 anys.
Foren una espècie d'una gran mida que arribava a fer 4 metres d'altura. Tenien les cames relativament més llargues que els elefants moderns i els ullals llargs i rectilinis acabats en una petita corba. Els elefants antics vivien en els ambients càlids i boscosos que hi havia a Europa durant els períodes interglacials. la península Ibèrica podria haver servit com l'últim refugi europeu de l'elefant on l'espècie va sobreviure fins a fa 30.000 anys. Presumiblement són els avantpassats d'alguns dels elefants nans de diverses illes mediterrànies que s'extingiren a l'Holocè.